# Irmãs da Ressurreição
A Congregação das Irmãs da Ressurreição foi fundada em Roma, Itália, em 1891 por uma viúva, Celine Borzecka, e sua filha, Jadwiga Borzecka. Esta foi a primeira vez na história da Igreja Católica Romana que um instituto religioso feminino foi fundado em conjunto por mãe e filha.